# Richard William Allen
Richard William Allen (Cardiff, 1867 — 17 de julho de 1955) foi um engenheiro mecânico inglês.
Allen nasceu em Cardiff, filho de William Henry Allen, e foi and educado no Christ College, Finchley. Recebeu uma educação técnica privada e foi aprendiz durante quatro anos na firma de sua pai. Foi desenhista na John Elder and Co. em Glasgow, e depois na Naval Construction and Armaments Co. em Barrow-in-Furness. Em 1890 visitou os Estados Unidos, retornando como gerente assistente  da W. H. Allen and Co. Quando as instalações da companhia foram transferidas para Bedford em 1894, tornou-se sócio da mesma e depois gerente diretor.
Allen recebeu o título de CBE em 1918 e tornou-se diretor da W H Allen and Co depois da morte de seu pai em 1926. Foi presidente do Institution of Mechanical Engineers em 1928. Recebeu o título de sir em 1942.